# Aspermon feae
Aspermon feae е вид ракообразно от семейство Potamidae.

## Разпространение
Видът е разпространен в Мианмар.